# Lise de Baissac
Lise Marie Jeanette de Baissac MBE (Ilhas Maurício, 11 de maio de 1905 – Marselha, 29 de março de 2004) foi uma heroína de guerra e agente especial do Special Operations Executive durante a Segunda Guerra Mundial. 
Nascida nas Ilhas Maurício, era de ascendência francesa, mas com nacionalidade britânica. Foi premiada várias vezes por suas missões arriscadas em meio aos conflitos. Foi a primeira mulher a saltar de paraquedas sobre a França ocupada durante a guerra, junto de outra agente, Andrée Borrel, de codinome Denise.

## Biografia
Lise nasceu em uma família francesa nas Ilhas Maurício, em 1905. Era a mais nova de três crianças. Apesar de o arquipélago ser de administração britânica, Lise e seus irmãos, entre eles um agente da SOE, Claude de Baissac, aprenderam francês desde a infância e a família se mudou para Paris em 1919.

## Segunda Guerra Mundial
Em 1940, Paris foi ocupada pelos nazistas. Seu irmão mais velho, Jean de Baissac, se alistou no Exército Britânico. Lise e seu segundo irmão, Claude, foram para a Península Ibérica, na tentativa de conseguirem vistos para atravessar para a Inglaterra. Eles esperaram por cinco meses até receberem uma autorização para viajaram rumo a Gibraltar e dali para o Reino Unido. O navio aportou na Escócia e de lá Lise e o irmão desceram para Londres.
Enquanto seu irmão Claude foi recrutado para trabalhar no Special Operations Executive (SOE), Lise conseguiu emprego em um tabloide britânico chamado Daily Sketch, de Manchester. Tão logo o SOE começou a recrutar mulheres, Lise se candidatou. Entrevistada por Selwyn Jepson, Lise foi selecionada para criar sua própria rede de espionagem. Seu treinamento foi em Beaulieu, Hampshire, onde treinou com o segundo grupo feminino da instituição, ao lado de Mary Katherine Herbert, Odette Hallowes e Jacqueline Nearne. Lise foi indicada em julho de 1942 para trabalhar no First Aid Nursing Yeomanry, uma instituição de caridade britânica independente, formada exclusivamente por mulheres, fundada em 1907, ativa em enfermagem e inteligência durante as Guerras Mundiais.

## Primeira missão
Em 24 de setembro de 1942, Lise e Andrée Borrel foram as primeiras mulheres agentes da SOE a pular de paraquedas sobre a França ocupada. As duas pousaram na vila de Boisrenard, próxima à cidade de Mer. A missão delas era estabelecer uma casa segura em Poitiers para que novos agentes pudessem ser recebidos e assim estabelecerem uma vida secreta no país.
A função de Lise era servir como oficial de ligação e comunicação entre a divisão SCIENTIST da SOE, a PHYSICIAN, administrada por Francis Suttill e a BRICKLAYER, de France Antelme. A intenção era formar um novo círculo e fornecer um centro onde os agentes poderiam conseguir material e informações locais, além de organizar o recolhimento de armas e equipamentos deixados pelo Reino Unido em assistência à França. Lise conseguiu com sucesso reproduzir em Poitiers o mesmo que Virginia Hall criou em Lyon. Lise utilizou diversos codinomes, como "Odile", "Irene", "Marguerite" e "Adele". Sua história de fachada era a de uma pobre viúva de Paris, Madame Irene Brisse, buscando refúgio no campo das tensões da capital e para evitar o racionamento de comida. Ela se mudou para um apartamento em uma rua agitada, próximo ao quartel-general da Gestapo, ficando bastante próxima do chefe da instituição.
Sua fachada de viúva também incluía a de uma arqueóloga amadora procurando por amostras nas trilhas do campo, que ela percorria de bicicleta. A função verdadeira era a de reconhecer possível locais de pouso de paraquedas e para os esquadrões da Força Aérea Real (divisões 138 e 161). Sem um rádio para receber e enviar mensagens, ela tinha que viajar até Paris ou Bordeaux, onde estava seu irmão Claude, na divisão SCIENTIST local. Ele organizava missões de sabotagem e colhia informações sobre deslocamento de navios e submarinos.
Em junho de 1943, as redes da SOE (PHYSICIAN e ARTIST) colapsaram e foram invadidas pela Gestapo. Na madrugada de 16 e 17 de agosto Lise, seu irmão Claude e o major Nicholas Bodington, voaram de volta para a Inglaterra no Westland Lysander. Lise foi enviada para a base da Força Aérea de Ringway, onde treinou duas novas oficiais, Yvonne Baseden e Violette Szabo. Enquanto as treinava, Lise acabou quebrando uma das pernas.

## Segunda missão
Assim que se recuperou da fratura, Lise retornou à França, saltando perto de Villers-les-Ormes, na madrugada de 9 e 10 de abril de 1944. Lise trabalharia na divisão PIMENTO da SOE, com Anthony Brooks, sob o pseudônimo de Marguerite. Logo após sua chegada, duas garotas francesas ligadas à divisão PIMENTO ajudaram a danificar 82 navios-tanque das divisões Das Reich, Deutschland e Der Führer, em torno de Montauban.
Lise se reuniu com seu irmão Claude, que chegou em fevereiro de 1944 e dirigiu-se à Normandia para reconhecer possíveis áreas de pouso de tropas, onde elas pudessem estar seguras por 48 horas até se estabelecerem. Depois do desembarque na Normandia, Lise obteve informações sobre a disposição de tropas alemãs e as repassou aos Aliados, chegando a alugar um quarto em uma casa ocupada pelo comando local das forças nazistas.
| “ | (...) os alemães chegaram e me jogaram para fora do meu quarto. Cheguei para pegar minhas roupas e descobri que elas haviam aberto o pára-quedas que eu havia transformado em um saco de dormir e estavam sentados nele. Felizmente eles não tinham ideia do que era. | ” |

Lise continuou em operação até a libertação da França, organizando grupos e fornecendo informações para as Forças Aliadas. Quando as tropas norte-americanas chegaram, ela usava seu uniforme da FANY, escondido durante todo o período em que esteve na França.

## Pós-guerra
Com o fim da guerra, Lise se casou com o decorador e design de interiores Gustave Villameur, em Marselha, mas o casal não teve filhos. Lise trabalhava na BBC francesa como assistente e narradora. O casal viveu também em Saint-Tropez e sua residência era um polo cultural agitado, com escritores e artistas.

## Morte
Gustave faleceu em 1978 e com a morte do marido, Lise voltou para Marselha, onde morava em um apartamento de frente para o velho porto da cidade. Lise morreu em Marselha em 29 de março de 2004, aos 98 anos. Seu corpo foi cremado e as cinzas entregues a familiares.
Em 2008, sua vida foi recontada no filme francês Les Femmes de l'ombre.